# Аце Мургов
Аце Илиев Мургов е български революционер, деец на Вътрешната македоно-одринска революционна организация.

## Биография
Аце Мургов е роден в охридското село Велгощи, тогава в Османската империя. Брат е на Ламбо Мургов. Пише стихове, които праща на д-р Кръстьо Кръстев за одобрение. Завършва гимназиално образование и става учител в Преспа в учебната 1902/1903 година. Влиза във ВМОРО и преследван от властите за революционна дейност става нелегален в четата на Кръстьо Трайков, на която става секретар. Загива през Илинденско-Преображенското въстание през лятото на 1903 година.